# Campionati del mondo di atletica leggera 1987 - Getto del peso femminile
La gara del getto del peso femminile dei Campionati del mondo di atletica leggera 1987 si è svolta tra il 4 e il 5 settembre.

## Podio
| Pos.    | Atleta              | Nazionalità      | Prestazione |
| ------- | ------------------- | ---------------- | ----------- |
| Oro     | Natal'ja Lisovskaja | Unione Sovietica | 21,24 m     |
| Argento | Kathrin Neimke      | Germania Est     | 21,21 m     |
| Bronzo  | Ines Müller         | Germania Est     | 20,76 m     |

## Situazione pre-gara

### Record
Prima di questa competizione, il record del mondo (RM) e il record dei campionati (RC) erano i seguenti:
| Record                | Prestazione | Atleta                               | Data                                  | Competizione  |
| --------------------- | ----------- | ------------------------------------ | ------------------------------------- | ------------- |
| Record mondiale       | 22,63 m     | Natal'ja Lisovskaja Unione Sovietica | 7 giugno 1987 Mosca, Unione Sovietica |               |
| Record dei campionati | 21,05 m     | Helena Fibingerová Cecoslovacchia    | 12 agosto 1983 Helsinki, Finlandia    | Mondiali 1983 |

### Campionesse in carica
Le campionesse in carica a livello olimpico e mondiale erano:
| Campione | Atleta                            | Prestazione | Data                                   | Competizione         |
| -------- | --------------------------------- | ----------- | -------------------------------------- | -------------------- |
| Olimpico | Claudia Losch Germania Ovest      | 20,48 m     | 4 agosto 1984 Los Angeles, Stati Uniti | Giochi olimpici 1984 |
| Mondiale | Helena Fibingerová Cecoslovacchia | 21,05 m     | 12 agosto 1983 Helsinki, Finlandia     | Mondiali 1983        |

### La stagione
Prima di questa gara, le atlete con le migliori tre prestazioni dell'anno erano:
| Pos. | Atleta                               | Prestazione | Data                                  |
| ---- | ------------------------------------ | ----------- | ------------------------------------- |
| 1    | Natal'ja Lisovskaja Unione Sovietica | 22,63 m     | 7 giugno 1987 Mosca, Unione Sovietica |
| 2    | Claudia Losch Stati Uniti            | 22,19 m     | 23 agosto 1987 Hainfeld, Austria      |
| 3    | Natal'ja Achrimenko Unione Sovietica | 21,34 m     | 22 maggio 1987 Soči, Unione Sovietica |

## Risultati[3][4]

### Turni eliminatori
| 2Gruppi | 4 settembre | 20 iscritte      | Si qualificano alla finale chi supera i 19,00 m (Q) o si trova almeno tra le prime 12. |
| Finale  | 5 settembre | 12+2 concorrenti |                                                                                        |

### Qualificazioni
Venerdì 4 settembre 1987
| Pos. | Atleta              | Nazione          | Misura  | Note |
| ---- | ------------------- | ---------------- | ------- | ---- |
| 1    | Kathrin Neimke      | Germania Est     | 20,26 m | Q    |
| 2    | Claudia Losch       | Germania Ovest   | 19,73 m | Q    |
| 3    | Li Meisu            | Cina             | 19,47 m | Q    |
| 4    | Heike Hartwig       | Germania Est     | 19,35 m | Q    |
| 5    | Natal'ja Lisovskaja | Unione Sovietica | 19,22 m | Q    |
| 6    | Soňa Vašíčková      | Cecoslovacchia   | 19,09 m | Q    |
| 7    | Iris Plotzitzka     | Germania Ovest   | 19,08 m | Q    |
| 8    | Judy Oakes          | Regno Unito      | 18,43 m |      |
| 9    | Ramona Pagel        | Stati Uniti      | 18,12 m |      |
| 10   | Asta Hovi-Ovaska    | Finlandia        | 17,89 m |      |

| Pos. | Atleta                  | Nazione          | Misura  | Note |
| ---- | ----------------------- | ---------------- | ------- | ---- |
| 1    | Helena Fibingerová      | Cecoslovacchia   | 20,40 m | Q    |
| 2    | Ines Müller             | Germania Est     | 19,96 m | Q    |
| 3    | Stephanie Storp         | Germania Ovest   | 19,64 m | Q    |
| 4    | Mihaela Loghin          | Romania          | 19,27 m | Q    |
| 5    | Natal'ja Achrimenko     | Unione Sovietica | 19,21 m | Q    |
| 6    | Huang Zhihong           | Cina             | 19,18 m | Q    |
| 7    | Svetla Mitkova-Sınırtaş | Bulgaria         | 19,07 m | Q    |
| 8    | Bonnie Dasse            | Stati Uniti      | 17,68 m |      |
| 9    | Deborah Saint-Phard     | Haiti            | 16,54 m |      |
| 10   | Melody Torcolacci       | Canada           | 15,98 m |      |

### Finale
Sabato 5 settembre 1987
| Pos | Atleta                  | Nazionalità      | 1ª prova | 2ª prova | 3ª prova | 4ª prova | 5ª prova | 6ª prova | Risultato | Note                          |
| --- | ----------------------- | ---------------- | -------- | -------- | -------- | -------- | -------- | -------- | --------- | ----------------------------- |
|     | Natal'ja Lisovskaja     | Unione Sovietica | 20,89 m  | 20,22 m  | 21,16 m  | 20,93 m  | 21,24 m  | 20,80 m  | 21,24 m   | Record dei campionati         |
|     | Kathrin Neimke          | Germania Est     | 20,32 m  | 21,21 m  | 20,12 m  | 20,53 m  | 20,59 m  | x        | 21,21 m   | Miglior prestazione personale |
|     | Ines Müller             | Germania Est     | 20,76 m  | 20,11 m  | 20,05 m  | x        | 19,96 m  | 20,20 m  | 20,76 m   | Miglior prestazione personale |
| 4   | Claudia Losch           | Germania Ovest   | 20,05 m  | 20,73 m  | x        | 19,88 m  | 20,33 m  | 20,61 m  | 20,73 m   |                               |
| 5   | Natal'ja Achrimenko     | Unione Sovietica | 20,20 m  | 19,68 m  | 20,53 m  | 20,09 m  | x        | 20,68 m  | 20,68 m   |                               |
| 6   | Heike Hartwig           | Germania Est     | 19,79 m  | 19,97 m  | 19,84 m  | 20,63 m  | x        | 20,25 m  | 20,63 m   |                               |
| 7   | Li Meisu                | Cina             | 19,95 m  | 20,00 m  | 20,09 m  | 18,74 m  | 20,43 m  | 19,98 m  | 20,43 m   | Miglior prestazione personale |
| 8   | Helena Fibingerová      | Cecoslovacchia   | 19,97 m  | x        | 19,51 m  | 20,05 m  | 20,15 m  | 20,29 m  | 20,29 m   |                               |
| 9   | Svetla Mitkova-Sınırtaş | Bulgaria         |          |          |          |          |          |          | 19,37 m   |                               |
| 10  | Stephanie Storp         | Germania Ovest   |          |          |          |          |          |          | 19,36 m   |                               |
| 11  | Huang Zhihong           | Cina             |          |          |          |          |          |          | 19,35 m   | Miglior prestazione personale |
| 12  | Iris Plotzitzka         | Germania Ovest   |          |          |          |          |          |          | 19,19 m   |                               |
| 13  | Soňa Vašíčková          | Cecoslovacchia   |          |          |          |          |          |          | 18,71 m   |                               |
| 14  | Mihaela Loghin          | Romania          |          |          |          |          |          |          | dns       |                               |